# Papel Prensa
Pour les articles homonymes, voir Papel.
Papel Prensa est une entreprise de papeterie argentine créée en 1972, qui dispose aujourd'hui d'un monopole de fait dans le pays. Elle appartient à 49 % au groupe Clarín, le restant des actions étant partagées entre La Nación et l'État argentin. Appartenant à l'origine au banquier David Graiver, l'entreprise fut vendue dans des circonstances frauduleuses après le coup d'État de mars 1976.

## Historique
L'entreprise trouve ses origines dans le projet du général Juan Carlos Onganía, alors à la tête de la dictature de la Révolution argentine, de créer une entreprise de papeterie argentine en taxant, à partir de 1969, les importations de papier. Après le retour de la démocratie avec les élections de 1973, le ministre de l'Économie José Ber Gelbard soutint la vente de l'entreprise au banquier David Graiver, ex-ministre du général Lanusse, et haï des groupes antisémites (notamment de la revue Cabildo qui le comparait à Dreyfus). 
Après le coup d'État de mars 1976, David Graiver trouva la mort dans un mystérieux accident d'avion, au Mexique, en août 1976. On l'accusa d'être le banquier des Montoneros. La dictature militaire contraignit ensuite les héritiers de Graiver à vendre l'entreprise aux journaux Clarín, La Nación et La Razón (qui a fait faillite en 2000), pour un prix dérisoire (seuls 7 000 dollars furent payés) . Lidia Papaleo de Graiver, la veuve de David Graiver, fut séquestrée et torturée par la dictature le 14 mars 1977, peu de temps après la vente forcée de Papel Prensa . La dictature déclara par la suite la production, distribution et commercialisation de papier pour la presse un service d'intérêt public.

## Transition démocratique
En 2010, la présidente Cristina Kirchner (PJ-Front pour la victoire) a fait rédiger un rapport sur les circonstances de la vente de Papel Prensa, avant de promulguer le décret no 1210/2010 visant à poursuivre toute personne pouvant avoir été liée à la vente forcée de la papeterie. Le prêtre Christian von Wernich avait déjà été condamné pour la séquestration et la torture d'Osvaldo Papaleo et d'Isidoro Graiver, le frère de David Graiver.
Selon le décret, le rapport, rédigé sous la direction de Guillermo Moreno, « démontre que l'achat-vente des actions fut, en réalité, un acte illicite prenant la forme alléguée d'un contrat, obtenu à travers l'usage irrésistible de la violence exercé par l'appareil d'État sous le mode du "terrorisme d'État". »
Le radical Ricardo Alfonsín tout comme le socialiste Hermes Binner ont soutenu la décision de la présidente de présenter le rapport devant la justice.